# Seiko MC-2200
Seiko MC-2200 (MC-2200) је био џепни рачунар, производ фирме Сеико (Seiko) који је почео да се израђује у Јапану током 1984. године.
Користио је 8-битни Sharp SC61860 CMOS као централни микропроцесор а RAM меморија рачунара MC-2200 је имала капацитет од 2,2 KB (1486 бајтова доступно за Бејсик програме). 

## Детаљни подаци
Детаљнији подаци о рачунару MC-2200 су дати у табели испод.
|                       | |
| [ 1 ]                 | |
| Произвођач            | Сеико |
| Тип                   | џепни рачунар                                                                                                |
| Меморија              | 2,2 - 1486 бајтова доступно за Бејсик програме                                                               |
| Поријекло             | Јапан |
| Година                | 1984 |
| Тастатура             | 52 тастера, QWERTY калкулаторски тип са нумеричком тастатуром                                                |
| Процесор              | 8-битни |
| Фреквенција процесора | 576 |
| RAM                   | 2.2 - 1486 бајтова доступно за Бејсик програме                                                               |
| ROM                   | 24 KB |
| Текст                 | показивач са текућим кристалом - 1 линија x 16 знакова. 5x7 матрица тачака                                   |
| Графика               | нема |
| Боја                  | монохроматски монитор са текућим кристалом, сиви приказ                                                      |
| Звук                  | управљан са централним процесором пиезоелектрични звучник, фиксна фреквенција и трајање преко Бејсик команде |
| Димензије             | 135 (ширина) x 70 (дубина) x 9,5 (висина) / 115 са батеријама                                                |
| Портови               | |
| Оперативни систем     | |